# Silvåkra
Silvåkra är kyrkbyn i Silvåkra socken i Lunds kommun, drygt 20 km öster om Lund. Bebyggelsen var av SCB avgränsad till en småort från 1990 till 2020, då den avregistrerades då det var färre än 50 bofasta.
Silvåkra ligger vid Krankesjön och Silvåkra bäck flyter öster och söder om orten. Söder om orten ligger även sankmarken Silvåkra sjö. 

## Historia
Silvåkra exproprierades nästan helt av kronan på 1960-talet, varefter flera byggnader revs.[källa behövs] Området ingår numera i Revingeheds pansarövningsfält.

## Samhället
I Silvåkra ligger Silvåkra kyrka och Silvåkra gård. Förr fanns en skola, Silvåkra skola, i byn. Numera har skolan upphört och skolbyggnaden används som bostad. Även den tidigare järnvägsstationen (på den nedlagda linjen Dalby-Harlösa-Bjärsjölagård järnväg) används numera som bostad.